# Carolin Genreith
Carolin Genreith (* 22. September 1984 in Aachen) ist eine deutsche Regisseurin, Autorin und Produzentin von Dokumentarfilmen.

## Leben und Werk
Carolin Genreith  wuchs in Steckenborn in der Nordeifel auf. Sie studierte Fernsehjournalismus in Berlin, arbeitete für Film- und Fernsehproduktionsfirmen als Regieassistentin und Co-Autorin und in einem Programmkino. 
2013 wurde ihr Debütfilm Die mit dem Bauch tanzen (Produktion: Hupe Film, Redaktion: Jutta Krug, WDR) bei der 63. Berlinale in der Perspektive Deutsches Kino uraufgeführt. Im Sommer folgte eine  Kinoauswertung in Deutschland und Österreich (50.000 Zuschauer, Verleih: Zorro Film), 2014 die TV-Erstausstrahlung in der ARD. Auf dem Festival des deutschen Films erhielt sie für ihr Debüt den Publikumspreis. 
2014 wurde Genreith mit Herr Eppert sucht die Chefin als Co-Autorin für den Grimme-Preis nominiert und gewann mit ihrem Exposé für den Film Das Golddorf den ARD-Doku-Pitch zum Thema Heimat. Das Golddorf feierte 2015 Premiere auf dem DOK.fest München und wurde in der ARD ausgestrahlt. 
Ihr dritter langer Dokumentarfilm Happy wurde am 2. November 2016 im Deutschen Wettbewerb der DOK Leipzig uraufgeführt, anschließend auf dem Kasseler Dokumentarfilm- und Videofest gezeigt und im Rahmen der Duisburger Filmwoche mit dem Publikumspreis der Rheinischen Post ausgezeichnet. Die Autorin Anne Siegel porträtiert Carolin Genreith in ihrem Buch Himmelsstürmerinnen: 10 inspirierende Frauen in den Medien. 
Genreith lebt und arbeitet in Hamburg.

## Filmografie
- 2012: Stuckrad Late Night (Autorin)
- 2013: Die mit dem Bauch tanzen (Autorin und Regisseurin)
- 2013: Herr Eppert sucht, 4. Staffel (Autorin und Produzentin)
- 2014/2015: Das Golddorf (Autorin und Regisseurin)
- 2016: Happy (Autorin und Regisseurin)
- 2017: Ricci Superstar (Autorin und Regisseurin)
- 2020: LUISA (Producerin)
- 2021: Yes She Can (Autorin, Regisseurin, Produzentin)

## Auszeichnungen
- 2013: Festival des deutschen Films: Publikumspreis für Die mit dem Bauch tanzen
- 2014: Gewinnerin des ARD Dokumentarfilm-Pitch
- 2014: Grimme-Preis: Nominierung für Herr Eppert sucht die Chefin
- 2016: Duisburger Filmwoche: Publikumspreis der Rheinischen Post für Happy
- 2017: Festival des deutschen Films: Besondere Auszeichnung der Jury für Happy
- 2017: Filmfestival Bozen: Dokumentarfilmpreis für Happy
- 2018: SI STAR-Filmpreis: Lobende Erwähnung für Happy[1]
- 2018: Preis der deutschen Filmkritik: Bester Dokumentarfilm 2017 für Happy
- 2018: Deutscher Filmpreis: Happy in der Vorauswahl